# Björn Dunkerbeck
Björn Dunkerbeck (Ribe, 16 luglio 1969) è un velista danese.

## Biografia
Di padre olandese e madre danese Dunkerbeck vive a St. Moritz. È cresciuto sull'isola di Gran Canaria.
Simbolo velico: SUI-11
Il 31 ottobre 2006 ha realizzato il record di velocità sulla distanza del miglio nautico su windsurf in acque marine. Il record è stato realizzato nella Walvis Bay, in Namibia sponsorizzato da Red Bull, inoltre è stato anche 13 volte campione del mondo in una specialità del windsurf chiamata slalom che si svolge su di un percorso con partenza sopra vento, 4 boe e un arrivo a fine percorso.
La punta più alta è stata toccata nei 500 metri con 82,13 km/h sull'acqua.